# Бианки, Виктор Иванович
Ви́ктор Ива́нович Биа́нки (1879, Феодосия — 1921, Крым) — российский политик и общественный деятель Таврической губернии, городской голова Феодосии (1917—1918).

## Биография
По национальности итальянец. Окончил математический факультет Киевского императорского университета св. Владимира. Участник революции 1905—1907 годов. Высылался. Помощник присяжного поверенного, с 1915 года — присяжный поверенный. Редактор газеты «Народная воля».
В 1917 году назначен комиссаром Феодосии, председателем Феодосийского совета. Выступил «специалистом» в вопросе сноса памятника императору Александру III в Феодосии — памятник был уничтожен. Был делегатом Демократического совещания от Таврической губернии. В декабре 1917 года избран Феодосийским городским головой (отстранён от должности в период большевистского правления, вернулся в должность в мае — июле 1918 года). Член Совета народных представителей (Крымское краевое правительство в 1917—1918 годах). Был твёрдым противником большевизма.
В декабре 1920 года арестован, скончался в тюрьме от голода в 1921 году.

## Семья
Брат — П. И. Бианки (1877 — ?) — член группы «Единство», в 1917—1918 годах — член губернского комиссариата Таврической губернии.